# Falcon 1
El Falcon 1 fue un vehículo de lanzamiento desechable diseñado y fabricado por SpaceX. El cohete de dos etapas utilizaba oxígeno líquido/RP-1 para ambas etapas. La primera etapa era impulsada por un único motor Merlín, mientras que la segunda, por un motor de cohete Kestrel.
El Falcon 1 logró alcanzar la órbita en su cuarto lanzamiento. Fue completamente diseñado por SpaceX y es el primer vehículo de lanzamiento orbital impulsado por combustible líquido que ha sido desarrollado mediante financiación privada.
Fue empleado en 5 misiones, las dos últimas exitosas; luego fue retirado en favor del cohete Falcon 9.

## Lanzamientos
| Misión N° | Fecha y hora (UTC)              | Carga                                   | Contratista       | Resultado |
| --------- | ------------------------------- | --------------------------------------- | ----------------- | --------- |
| 1         | 24 de marzo de 2006, 22:30      | FalconSAT-2                             | DARPA             | Fallo     |
| 2         | 21 de marzo de 2007, 01:10      | DemoSat                                 | DARPA             | Fallo     |
| 3         | 3 de agosto de 2008, 03:34      | Trailblazer PRESat NanoSail-D Explorers | ORS NASA Celestis | Fallo     |
| 4         | 28 de septiembre de 2008, 23:15 | RatSat                                  | SpaceX            | Éxito     |
| 5         | 14 de julio de 2009, 03:35      | RazakSAT                                | ATSB              | Éxito     |